# Războaiele Revoluției Franceze
Războaiele Revoluției Franceze au fost o serie de conflicte, din 1792 și până în 1802, între Guvernul Revoluționar Francez și câteva state europene. Marcate de fervoarea revoluționară franceză și de invențiile militare, campaniile au avut ca rezultat victoria armatei revoluționare franceze în fața coalițiilor inamice și au adus sub controlul francez Țările de Jos, Italia și Renania. Războaiele au implicat un număr enorm de soldați, în principal din cauza aplicării noului serviciu militar al recrutării în masă.
Războaiele revoluționare franceze sunt de obicei împărțite între Prima Coaliție (1792–1797) și A Doua Coaliție (1798–1801), deși Franța a fost în război continuu din 1793 și până în 1802. Încetarea ostilităților s-a făcut pe baza Tratatului de la Amiens (1802). Pentru evenimente militare ulterioare, vedeți și Războaiele napoleoniene. Împreună, ambele conflicte au constituit ceea ce este uneori numit „Marele război francez”.

## Contextul războaielor
„Revoluția franceză avea să schimbe politica statală a Europei, să stopeze cearta dintre regi, și să o înceapă pe cea dintre regi și popor. Aceasta ar fi avut loc mult mai târziu dacă nu ar fi fost provocată de către regii înșiși. Ei au căutat să oprească revoluția, însă au extins-o; ca urmare a atacării ei, aceștia au oferit revoluționarilor victoria…”
„Austria, Anglia și Franța au fost, de la Pacea de la Westphalia și până la mijlocul secolului al XVIII-lea, cele mai mari trei puteri ale Europei. Interesele le-au condus pe primele două împotriva celei de-a treia. Austria avea motive să se teamă de influența Franței în Olanda; Anglia, la rândul său, se temea de influența navală a acesteia. Lupta pentru putere și comerț deseori făcea diferența, iar statele căutau să se slăbească sau să se jefuiască unul pe celălalt. Spania, până când un prinț al Casei de Bourbon a primit tronul, a fost aliata Franței împotriva Angliei. Aceasta, în orice caz, a fost lipsită de putere: limitată la un colț al continentului, asuprită de sistemul lui Filip al II-lea, privată, prin pactul familial, de singurul rival care o putea menține în acțiune, își păstrase o parte din vechea superioritate doar pe mare. Însă Franța a avut alți aliați în jurul Austriei: Suedia la nord; Polonia și Imperiul Otoman la est; în sudul Germaniei, Bavaria; Prusia la vest; și în Italia, Regatul Neapolelui. Aceste puteri, care se temeau de invaziile austriece, erau firește aliate ale inamicilor Austriei. Piemont, așezat între cei doi combatanți, era aliat, în funcție de circumstanțe și interesele sale, fie cu Austria și Anglia, fie cu Franța. Olanda era de partea Angliei ori de partea Franței, după voința partidului  stadtholderilor sau cea a oamenilor importanți. Elveția a rămas neutră. Războiul francez a fost foarte greu pentru majoritatea țăranilor, deoarece de cele mai multe ori aceștia rămâneau fără mâncare. În a doua jumătate a secolului al XVIII-lea, două puteri s-au extins în nord, Rusia și Prusia. Cea din urmă a fost transformată dintr-un simplu electorat într-un important regat, de către Frederic Wilhelm al II-lea al Prusiei, cel care i-a oferit un tezaur și o armată; și de către fiul său, Frederic cel Mare, cel care s-a folosit de acestea pentru a-și extinde teritoriul. Rusia, care a fost pentru o lungă perioadă fără legătură cu celelalte state, a fost introdusă mult mai special în politicile Europei, de către Petru I și Ecaterina a II-a. Ascensiunea acestor două puteri a modificat considerabil vechile alianțe. În acord cu cabinetul de la Viena, Rusia și Prusia au efectuat prima împărțire a Poloniei în 1772.”

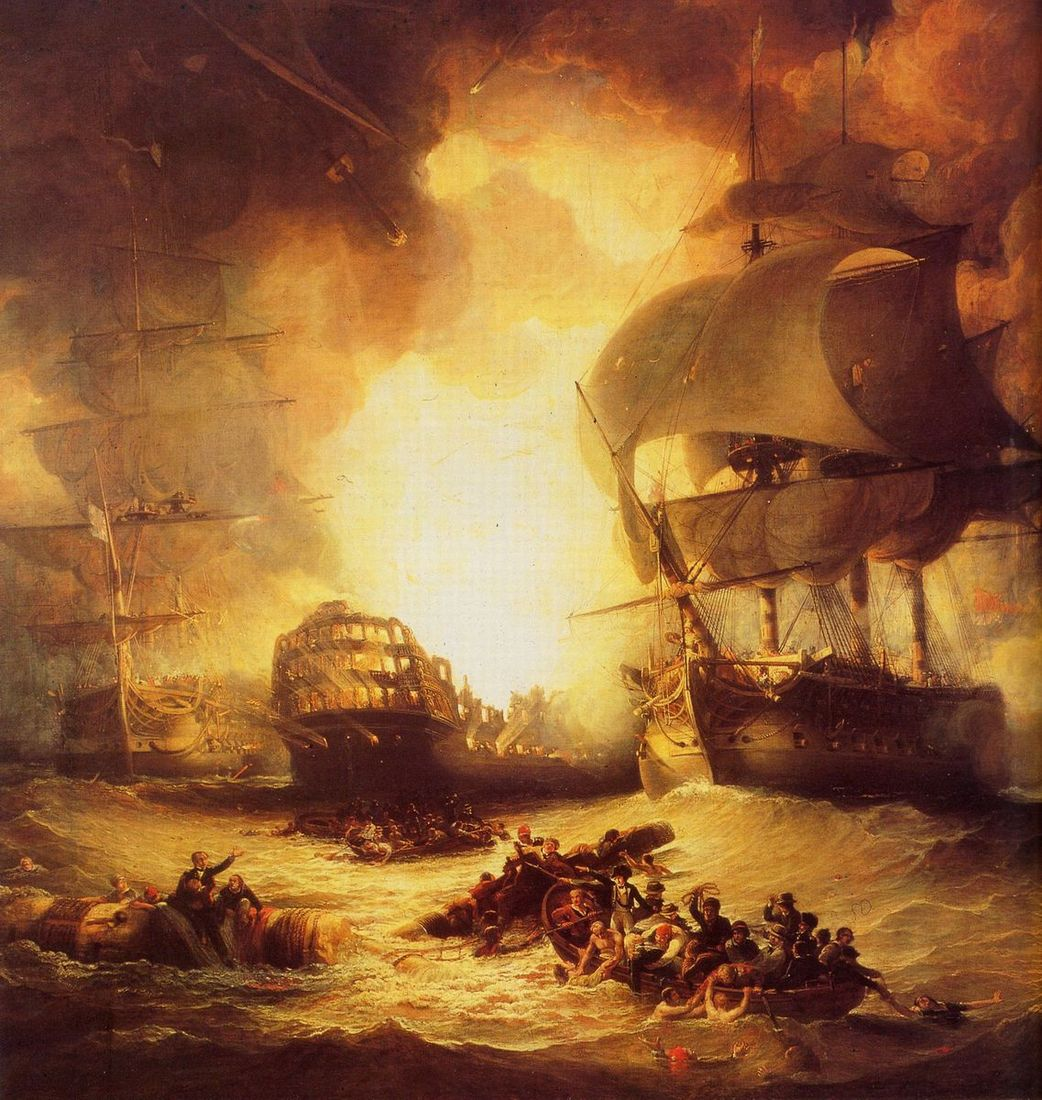
Vasul „L'Orient” distrus în timpul Bătăliei de pe Nil, 1 august 1798

„În 1787, cele din urmă puteri au restabilit cu forța ereditara suveranitate a Provinciilor Unite. Singurul act care a adus onoare politicii Franței a fost sprijinul acordat pentru obținerea independenței Statelor Unite. Revoluția din 1789, în timpul expansiunii influenței morale a Franței, a diminuat și mai mult influența diplomatică a acesteia.”
„Anglia, sub guvernul lui Pitt cel Tânăr, s-a alarmat în 1788 atunci când a aflat de proiectele ambițioase ale Rusiei, și s-a unit cu Olanda și Prusia pentru a le pune capăt. Îndemnată de Anglia și Prusia, Ecaterina a II-a a făcut de asemenea pace cu Poarta la Iași, pe 29 decembrie 1791. Aceste negocieri și tratate au dus la oprirea luptelor politice ale secolului al XVIII-lea și acordarea puterilor libertatea de a se concentra asupra revoluției franceze.”
„Prinții europeni, care nu au avuseseră până acum decât dușmani din aceeași clasă socială, au privit-o ca pe un inamic comun. Vechile relații ale războiului și alianței, deja învechite încă din perioada Războiului de Șapte Ani, acum încetează complet: Suedia unită cu Rusia și Prusia cu Austria…”

-François Mignet

## Războiul primei coaliții

### 1791–1792

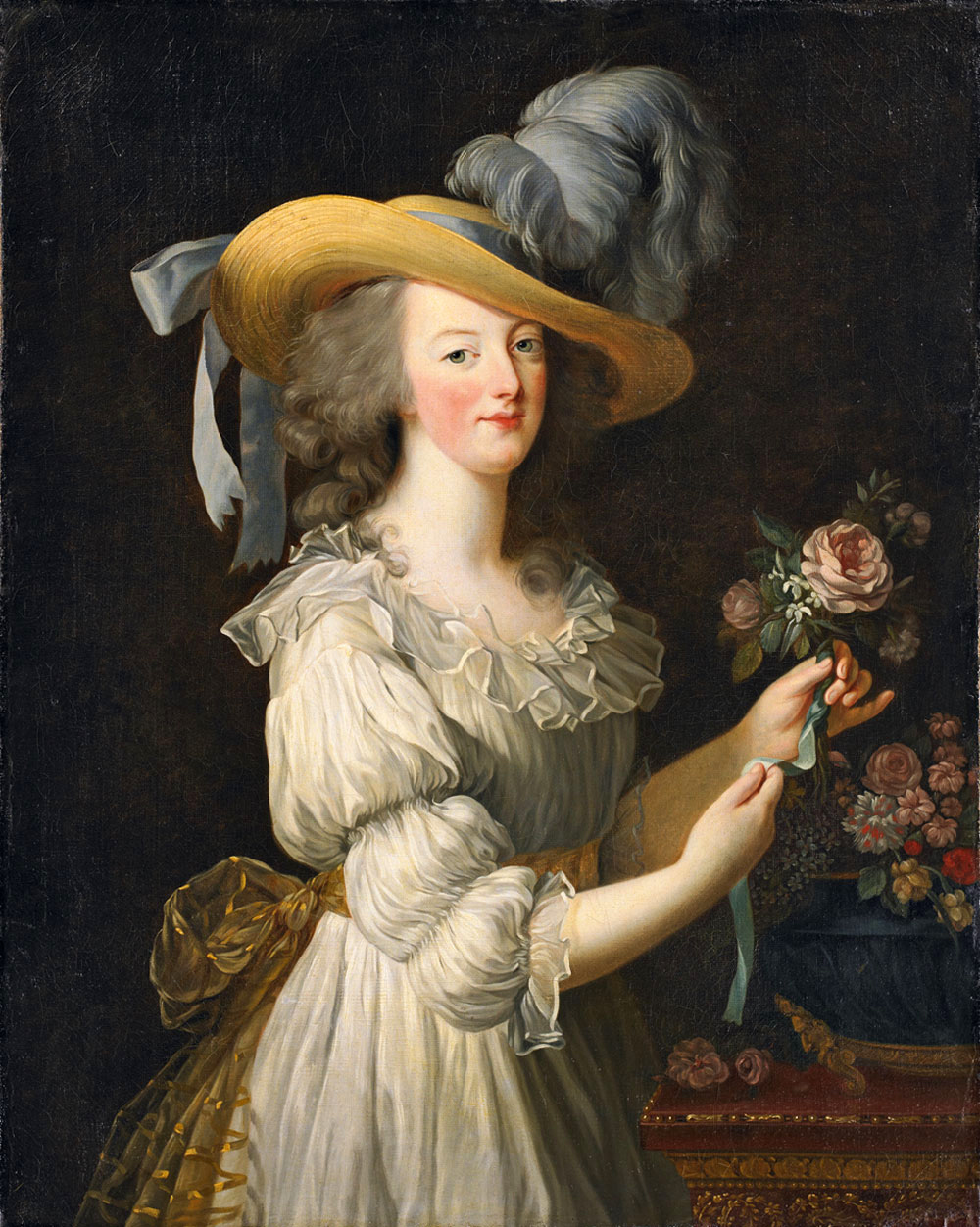
Maria Antoaneta (1783)

Încă din 1791, celelalte monarhii din Europa priveau cu îngrijorare evoluția evenimentelor din Franța, și se întrebau dacă trebuie să intervină, fie în sprijinul lui Ludovic al XVI-lea, fie să profite de haosul din Franța. Personalitatea cheie a fost Împăratul Sfântului Imperiu Roman, Leopold al II-lea, frate al Mariei Antoaneta, care inițial a privit Revoluția cu sânge rece, dar a fost mai apoi din ce în ce mai deranjat de faptul că situația devenea mult mai radicală. Totuși a sperat că poate evita războiul. Pe 27 august, Leopold și Regele Frederic Wilhelm al II-lea al Prusiei, în acord cu nobilii emigranți francezi, au eliberat Declarația de la Pillnitz, care a declarat interesul monarhilor din Europa în bunăstarea lui Ludovic și al familiei sale, și a amenințat vag că vor fi consecințe grave dacă li se întâmplă ceva. Deși Leopold a considerat Declarația de la Pillnitz o metodă de a lua măsuri care să-i permită să nu facă nimic în privința Franței, cel puțin pentru moment, aceasta a fost văzută în Franța ca pe o amenințare serioasă și a fost denunțată de liderii revoluționari.
În plus față de diferențele ideologice dintre Franța și puterile monarhice ale Europei, au existat în continuare dispute între Statele Imperiale în Alsacia, iar Franța devenea îngrijorată în legătură cu plecările nobililor emigranți în străinătate, în special în sudul Țărilor de Jos și în provinciile mici ale Germaniei.
În cele din urmă Franța a declarat război Austriei, cu un vot favorabil din partea Adunării pe 20 aprilie 1792, după o listă lungă de plângeri prezentată de ministrul de externe Dumouriez. Dumouriez a organizat o invazie imediată a sudului Țărilor de Jos, unde a considerat că populația locală va dori prăbușirea imperiului austriac. Cu toate acestea, o mare parte a armatei revoluționare era dezorganizată, și forțele recrutate erau insuficiente pentru invazie. După declarația de război, soldații francezi au dezertat în masă și, într-un singur caz, și-au asasinat propriul general, Dillon.

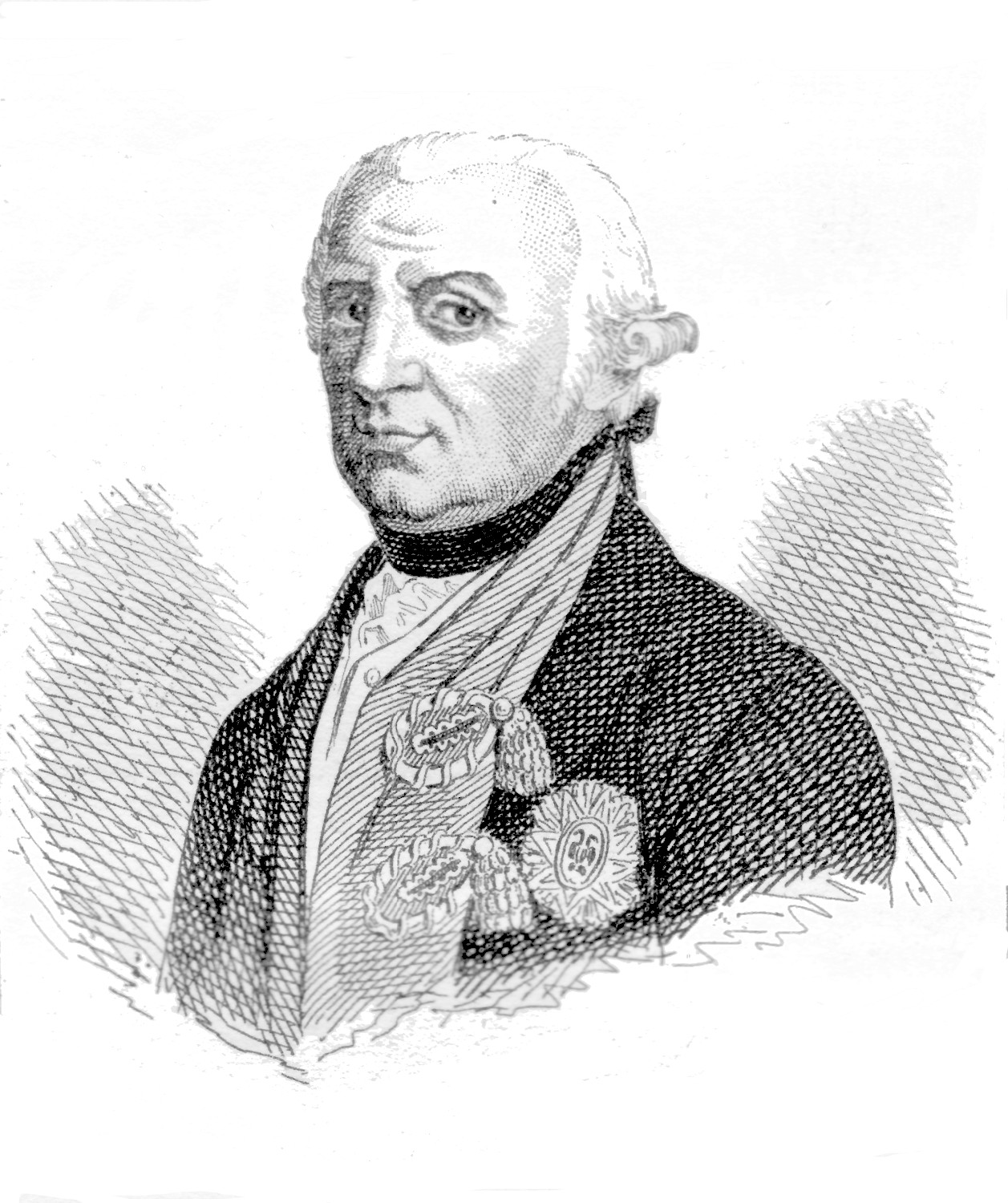
Carol Wilhelm Ferdinand, duce de Braunschweig

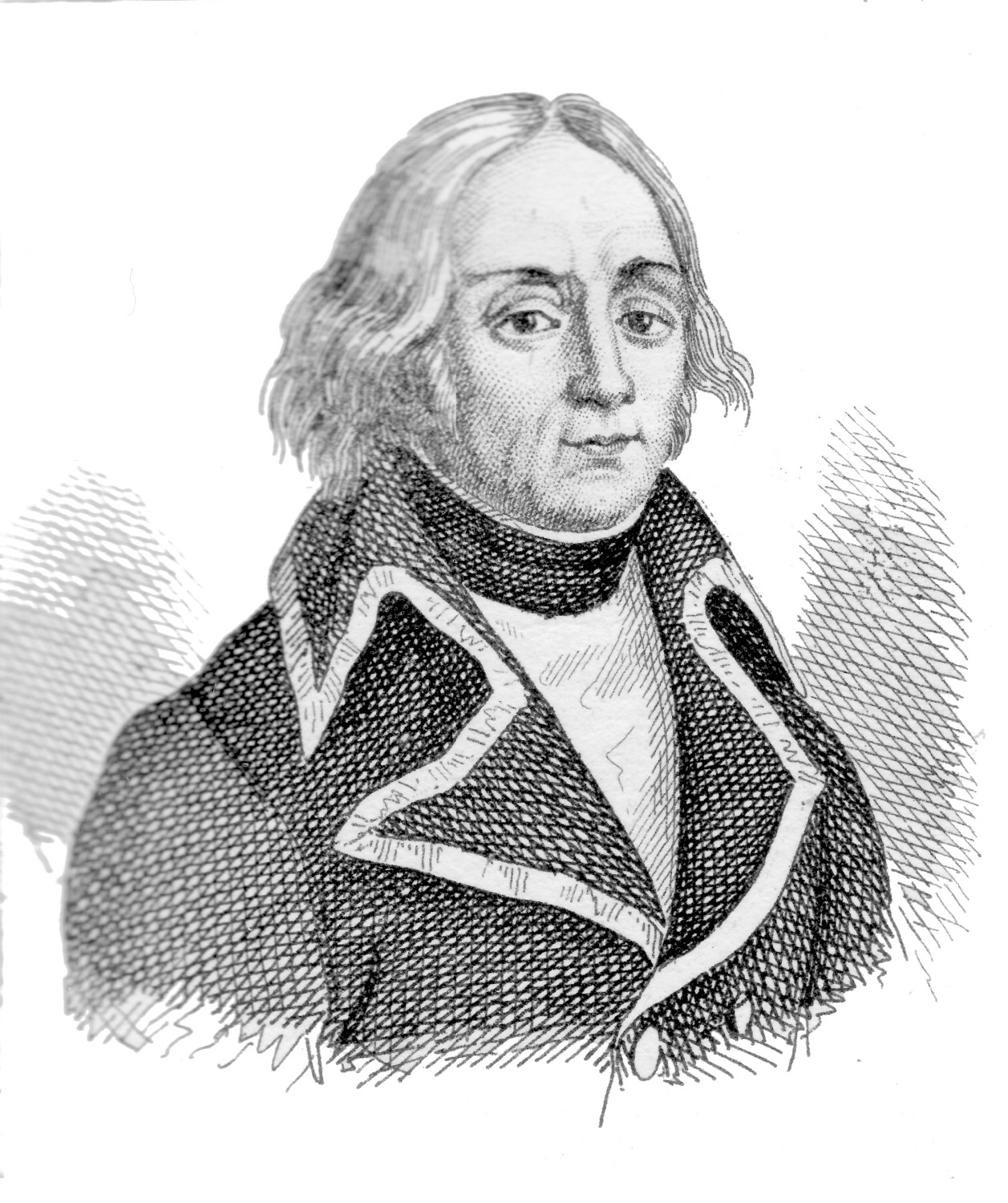
François Christophe Kellermann

În timp ce guvernul revoluționar a recrutat de urgență trupe noi și a reorganizat armata sa, o mare parte a armatei prusiene, sub conducerea lui Carol Wilhelm Ferdinand, s-a reunit la Koblenz lângă Rin. În iulie, invazia a început, armata lui Braunschweig cucerind ușor cetățile din Longwy și Verdun. Apoi, ducele, a dat o proclamație numită Manifestul lui Brunschweig, scrisă de vărul regelui Franței, Louis Joseph de Bourbon, liderul unui corp de emigranți în cadrul armatei aliate, care declara intenția aliaților de a reda regelui toată puterea și de a trata orice persoana sau oraș care li se va opune ca pe un rebel și să fie condamnați la moarte de legea marțială. Proclamația, cu toate acestea, a avut ca urmare întărirea deciziei armatei revoluționare și a guvernului de a li se opune, cu orice preț. Pe 10 august, o mulțime de oameni a atacat Palatul Tuileries, unde locuiau Louis și familia sa.
Invazia a continuat, însă pe 20 septembrie la Valmy, aceștia au fost învinși de Dumouriez și Kellerman, o bătălie în care artileria franceză s-a întrecut pe sine însăși. Deși lupta a fost una bine organizată, le-a dat o mare încredere de sine francezilor. Mai mult, prusienii, văzând că încleștarea devine mai lungă și mai costisitoare decât au prevăzut, au decis că riscul de mărire a cheltuielilor și de a se declanșa o luptă continuă era mult prea mare, și au decis să se retragă din Franța pentru a-și proteja armata. A doua zi, monarhia a fost abolită, și a fost declarată Prima Republică.
În același timp, francezii au izbutit și pe alte fronturi, ocupând regiunea Savoia și Nisa în Italia, iar Generalul Custine a invadat Germania, ocupând mai multe orașe pe cursul Rinului, ajungând chiar până la Frankfurt. Dumouriez a atacat Belgia încă o dată, câștigând în fața austriecilor la Jemappes pe 9 noiembrie, și ocupând întreaga țară la începutul iernii.

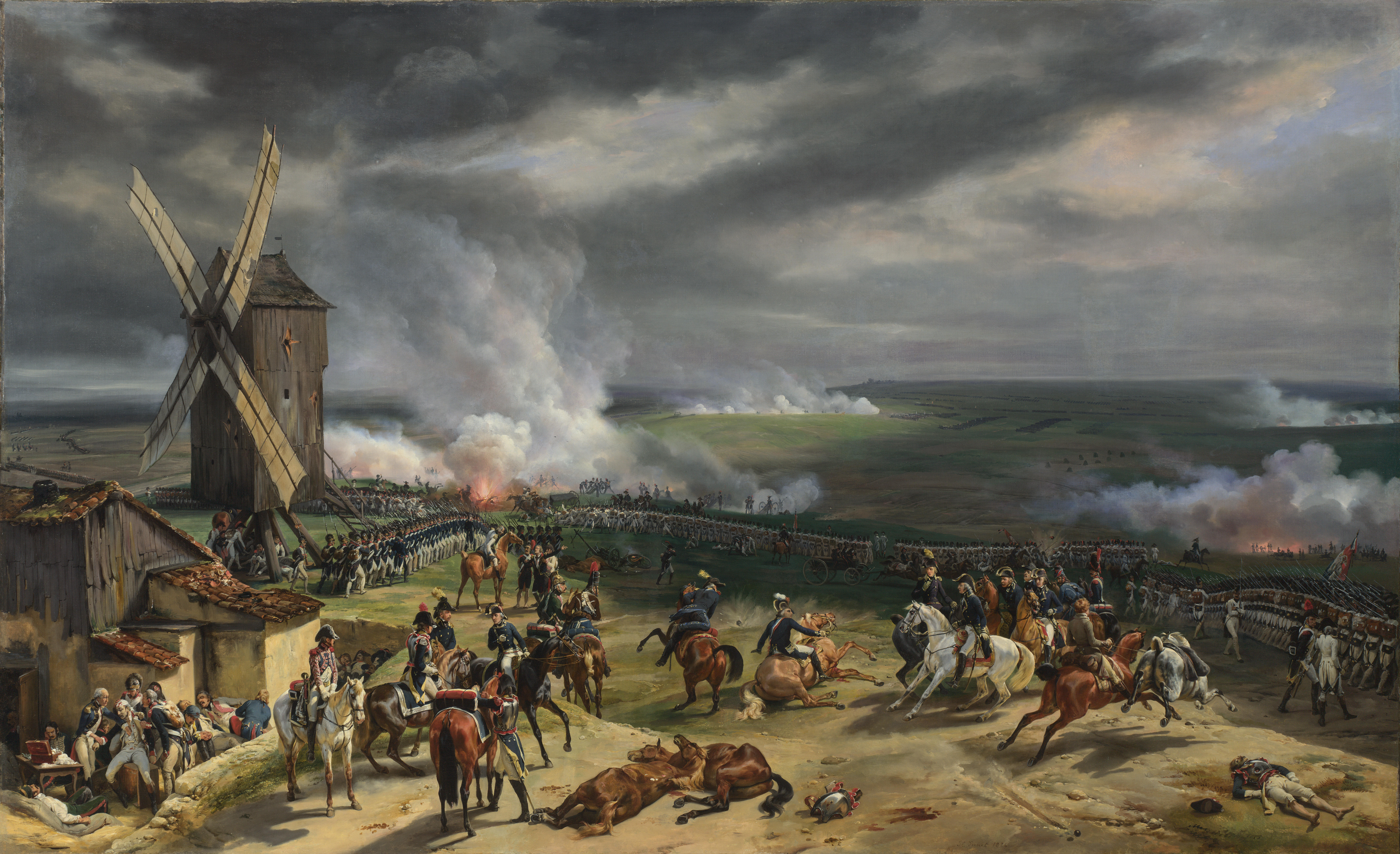
Bătălia de la Valmy

### 1793
Pe 21 ianuarie, guvernul revoluționar l-a executat pe Ludovic al XVI-lea după un proces. Aceasta a unit întreaga Europă, incluzând Spania, Neapole și Țările de Jos împotriva revoluției. Chiar și Marea Britanie, la început solidară adunării, s-a alăturat Primei Coaliții împotriva Franței, aceasta având acum dușmani la toate granițele sale.
Franța a răspuns printr-o nouă mobilizare a sute de mii de oameni, începând o politică franceză de aplicare a serviciului militar obligatoriu de masă, de desfășurare a unei forțe cu un personal mai numeros decât o puteau face statele aristocratice, și de menținere a acestora în ofensivă, astfel ca aceste numeroase armate să-și însușească prin forță materiale de război chiar din teritoriul inamicilor lor.

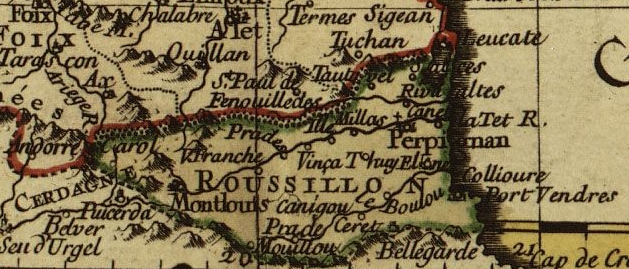
Harta istorică centrată pe Rosellón

Franța a suferit înfrângeri severe la început, fiind dați afară din Belgia și fiind nevoiți să oprească revolte în vest și sud. Una dintre acestea, în Toulon, a stabilit scena pentru prima recunoaștere a unui căpitan de artilerie, necunoscut până acum, Napoleon Bonaparte. Contribuția sa în planificarea asedierii cu succes a orașului și a portului său prin buna amplasare a unor baterii de artilerie a constituit începutul unei cariere militare și politice fulgerătoare.
Spre sfârșitul anului, alte armate și o politică aprigă de represiune internă ce includea execuții în masă au oprit invaziile și revoltele. Anul s-a încheiat cu ascensiunea forțelor franceze, dar încă aproape de frontierele de război ale Franței.

### 1794
Anul 1794 le-a adus mai mult succes armatelor revoluționare. Deși invazia Piemontului a eșuat, o invazie a Spaniei prin Pirinei a cucerit San Sebastián, iar Franța a câștigat Bătălia de la Fleurus și a ocupat toată Belgia și Renania.

### 1795
După cucerirea Țărilor de Jos printr-un atac neașteptat în timpul iernii, Franța a stabilit Republica Batavă ca fiind un stat clientelar. Mai mult, Prusia și Spania au decis să facă pace, conform Păcii de la Basel cedând malul stâng al Rinului Franței și eliberând armatele franceze din Munții Pirinei. Aceasta a pus punct principalei crize a Revoluției, iar Franța ar fi fost ferită de invazii pentru mulți ani.
Marea Britanie a încercat să întărească rebelii din Vendée, dar a eșuat, iar încercările de a da jos guvernul de la Paris cu forța au fost date peste cap de către garnizoana militară condusă de Napoleon Bonaparte. Toate acestea au dus la stabilirea Directoratului.
La frontiera de pe Rin, generalul Pichegru, negociind cu regalitatea exilată, și-a trădat propria armată, a forțat evacuarea Mannheimului și eșecul asediului Mainzului condusă de Jourdan.

### 1796

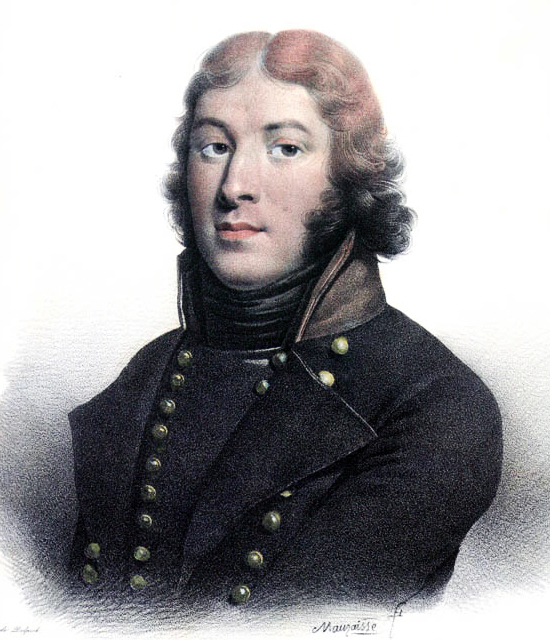
Generalul Hoche

Franța și-a pregătit un avans mare pe trei fronturi, cu Jourdan și Moreau pe Rin, și Bonaparte în Italia. Cele trei armate erau folosite pentru a lega Tirolul și pentru a mărșălui în Viena.
Jourdan și Moreau au avansat repede în Germania, iar Moreau a ajuns în Bavaria, și la marginea Tirolului în septembrie, însă Jourdan a fost învins de Arhiducele Carol, și ambele armate au fost nevoite să se întoarcă în țară.
Napoleon, pe de altă parte, a fost în totalitate victorios în a invada Italia. A separat armatele Sardiniei de cele ale Austriei, învingându-le pe fiecare în parte, și forțând pacea în Sardinia pe timpul capturării Milanoului și înconjurării Mantovei. El a respins mai multe armate austriece trimise împotriva sa sub conducerea lui Wurmser și Alvinczi în timpul asediilor.
Revolta din Vendée a fost de asemenea oprită în 1796 de către Hoche, însă încercarea sa de invadare în forță a Irlandei nu a reușit. O expediție în Irlanda, condusă de Generalul Hoche, a fost încercată în 1796. Ajutați de liderul Societății Irlandezilor Uniți, Wolfe Tone, s-a încercat acostarea în Golful Bantry, Comitatul Cork, dar furtuni puternice au împiedicat o acostare cu succes.

### 1797
Într-un final, Napoleon a capturat Mantova, unde au capitulat 18.000 de oameni. Arhiducele Carol al Austriei nu a fost capabil să-l oprească pe Napoleon de la invadarea Tirolului, iar guvernul austriac a făcut pace în luna aprilie 1797, simultan cu o nouă invazie a Germaniei din partea Franței, sub conducerea lui Moreau și Hoche.
Austria a semnat Tratatul de la Campo Formio în octombrie același an, cedând Belgia Franței și recunoscând controlul Franței asupra Renaniei și unei părți din Italia. Vechea republică Venețiană a fost împărțită între Austria și Franța. Aceste evenimente au încheiat Războiul Primei Coaliții, deși Marea Britanie era încă în război.

## 1798
Doar cu Marea Britanie rămasă în război și o marină insuficientă pentru un război direct, Napoleon a plănuit o invazie a Egiptului în 1798, care a satisfăcut dorința sa de a fi glorios și dorința Directoratului de a-l avea departe de Paris. Obiectivul militar al expediției nu este foarte clar, dar ar putea fi amenințarea dominației britanice în India.
Napoleon a navigat de la Toulon la Alexandria, cucerind și Malta. A acostat în port în iunie. În drum spre Cairo, el a avut o mare victorie în Bătălia de la Piramide; totuși, flota sa a fost distrusă de Nelson în Bătălia de pe Nil, blocându-l în Egipt. Napoleon și-a consolidat în următoarele luni poziția sa în Egipt.
Guvernul francez a profitat de conflictul intern din Elveția pentru a o invada, stabilind Republica Elvețiană și anexând Geneva. De asemenea, trupele franceze l-au detronat pe Papă, stabilind o republică în Roma.

## Războiul celei de-a doua coaliții
Marea Britanie și Austria au organizat o nouă coaliție împotriva Franței în 1798, ce includea pentru prima dată Rusia, deși nu s-a mai petrecut nimic până în 1799, exceptând expediția din Neapole. Altă expediție a fost trimisă în Comitatul Mayo pentru a ajuta revolta împotriva Britaniei din vara anului 1798. A avut succes împotriva forțelor britanice, cel mai notabil fiind la Castlebar. Navele franceze trimise pentru a-i ajuta, au fost capturate de Royal Navy în apropierea Comitatului Donegal.

### 1799

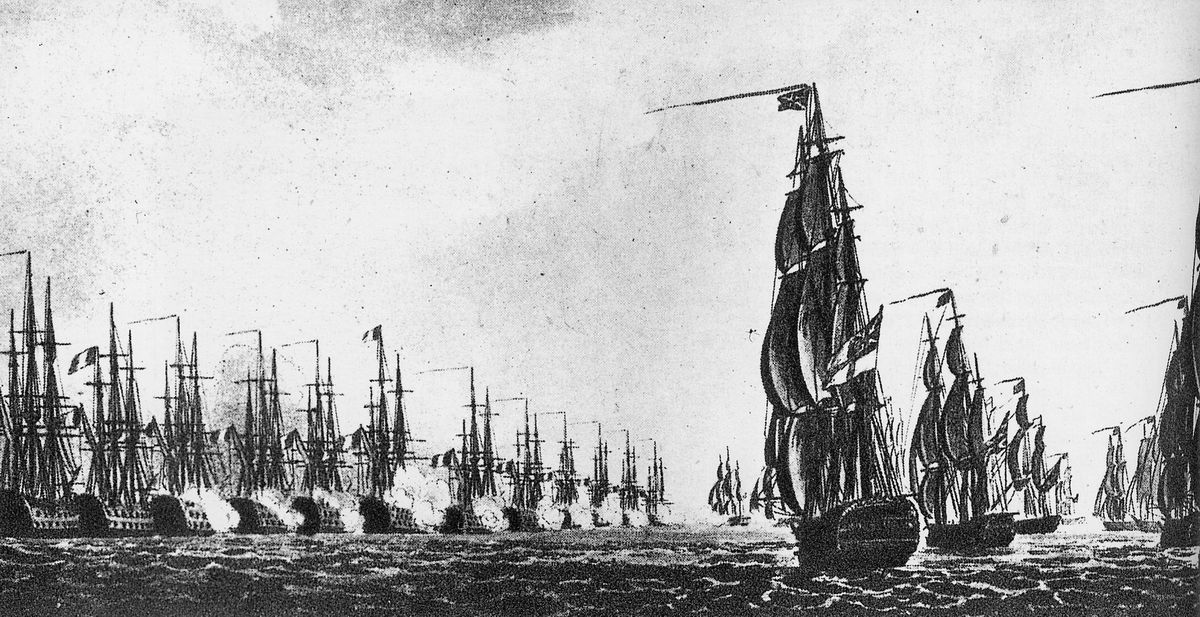
Bătălia de pe Nil, pe 1 și 2 august 1798

În Europa, aliații au avut organizat câteva invazii, incluzând și campanii în Italia și Elveția și o invazie anglo-rusă a Țărilor de Jos. Generalul rus Alexandr Suvorov a impus o serie de înfrângeri Franței în Italia, împingându-i înapoi în Alpi. Oricum, aliații au fost mai puțin victorioși în Țările de Jos, de unde Marea Britanie s-a retras după un impas (deși au reușit să captureze flota olandeză), și în Elveția, unde, după câteva victorii, armata rusească a fost complet învinsă A doua bătălie de la Zürich.
Napoleon a invadat Siria din Egipt, dar după o înfrângere în asedierea Accrei s-a retras în Egipt, oprind o invazie britanico-turcă. Auzind un zvon despre o criză militară și politică în Franța, el s-a întors în țară, lăsându-și armata în urmă, și folosind popularitatea și suportul său militar pentru a organiza  o reușită lovitură de stat care l-a desemnat prim consul, liderul guvernului francez.

### 1800

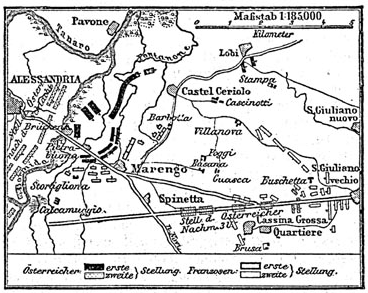
Planul tactic al Bătăliei de la Marengo

Napoleon l-a trimis pe Moreau în campanie în Germania, și s-a dus el însuși pentru a recruta o nouă armată la Dijon și să mărșăluiască prin Elveția, pentru a ataca armatele austriece din Italia din spate. De-abia evitând înfrângerea, a învins Austria la Marengo și a reocupat Italia de nord.
Între timp, Moreau a invadat Bavaria și a câștigat o mare bătălie împotriva Austriei la Hohenlinden. Moreau a continuat să înainteze către Viena, Austria fiind nevoită să ceară pace.

### 1801
Austriecii au negociat Tratatul de la Lunéville, acceptând în principal termenii Tratatului de la Campo Formio. În Egipt, otomanii și britanicii au înaintat și în final au obligat forțele franceze să capituleze după căderea Cairoului și a Alexandriei.

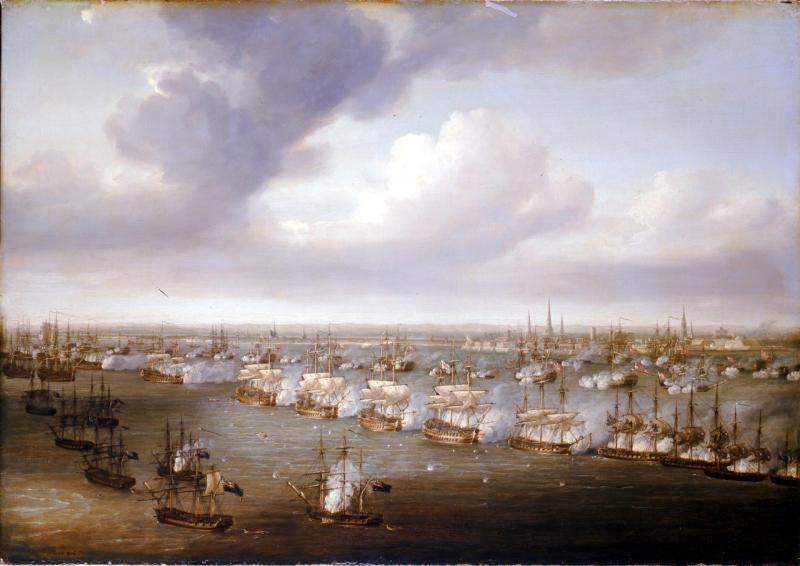
Bătălia de la Copenhaga

Marea Britanie a continuat războiul pe mare. O coaliție a statelor neutre ce includea Prusia, Rusia, Danemarca și Suedia a intervenit pentru a proteja transporturile navale neutre împotriva blocadei britanice. Flota britanică a repurtat o victorie prin atacul surpriză al lui Nelson împotriva flotei daneze în portul Copenhaga.

### 1802
În 1802, Britania a semnat Tratatul de la Amiens, sfârșind războiul și recunoscând cuceririle franceze. Astfel a început cea mai lungă perioadă de pace dintre 1792 și 1815. Acest moment marchează trecerea de la Războaiele revoluționare franceze la Războaiele napoleoniene, Napoleon fiind încoronat împărat în anul 1804.

## Rezultate
Prima republică franceză, pornind dintr-o poziție apropiată de invazie și colaps, și-a învins toți inamicii și a produs o armată revoluționară care ar fi necesitat alți ani de putere pentru a putea fi egalată. Prin cucerirea malului stâng al Rinului și dominația asupra Țărilor de Jos, Elveției și Italiei, republica și-a atins aproape toate obiectivele teritoriale vizate de secole de dinastiile de Valois și de Bourbon.